# Праздник

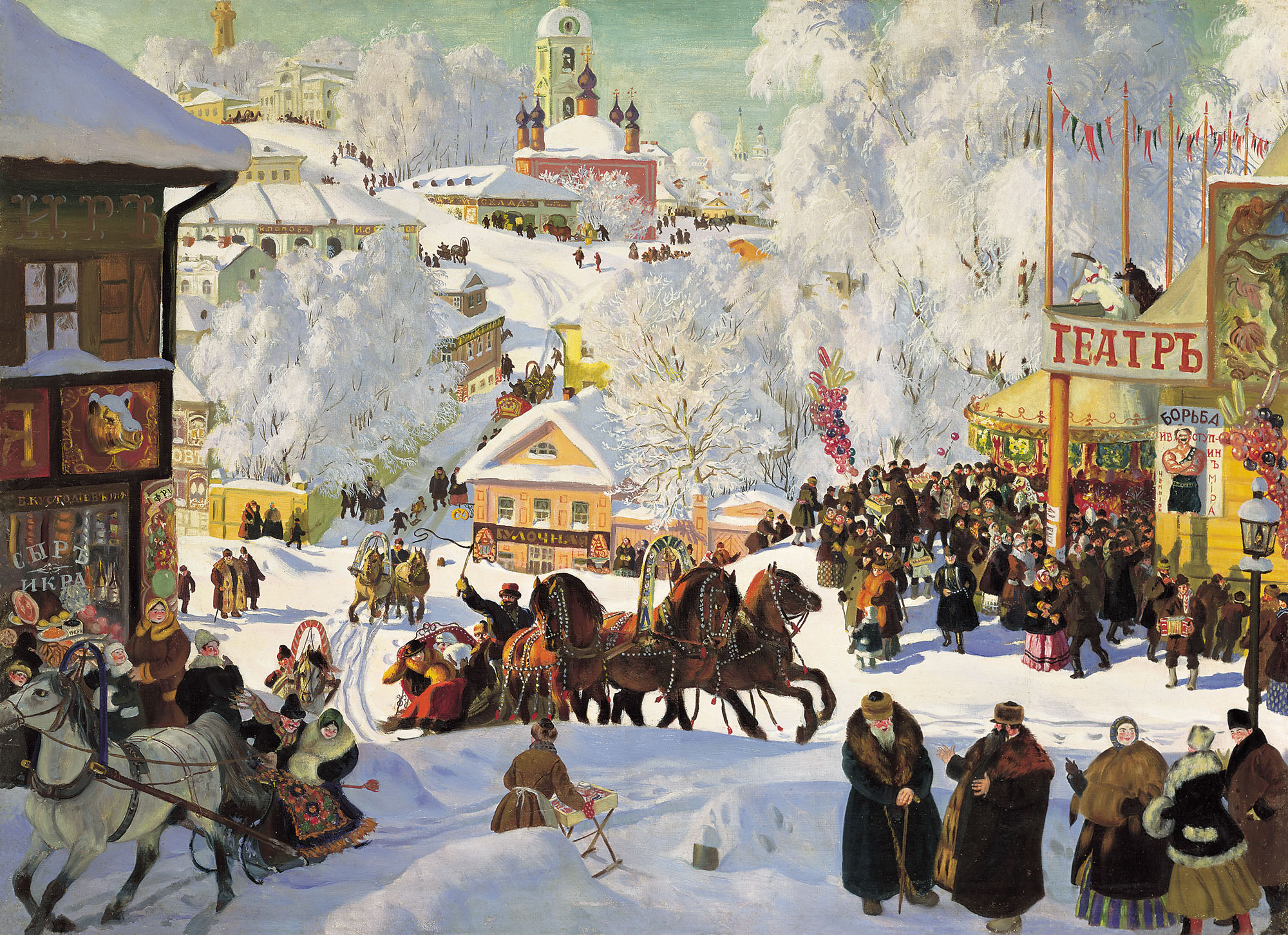
Борис Кустодиев. «Масленица». 1919

Пра́здник (от церк.-слав. пра́здникъ; рус. поро́жний) — отрезок времени, выделенный в календаре в честь чего-либо или кого-либо, имеющий сакральное (небытовое, мифическое) значение и связанный с культурной или религиозной традицией.
Слово также употребляется в иных, схожих по смыслу, значениях:
- официальный день отдыха, установленный в связи с календарным событием, противоположность будням;
- массовые развлекательные мероприятия, весёлое препровождение свободного времени;
- день какого-либо радостного события;
- общее состояние душевного подъёма (обычно в словосочетаниях, таких как «праздник жизни»).

## Место праздника в культуре
М. М. Бахтин сказал, что праздник является «первичной формой человеческой культуры». Цивилизационное значение праздника состоит в том, что через праздник определяется объединяющая социум система ценностей. Праздник является универсальной и важнейшей чертой цивилизации; в то же время особенности праздников отражают различия между цивилизациями.
Как отмечали ещё Э. Дюркгейм и М. Элиаде, праздник — это период непосредственного контакта сакральной и мирской сторон существования человека, которые практически не соприкасаются в повседневной жизни. Календарная природа праздника согласует ритмы жизни человека и ритмы вселенной, помогает сделать выбор в пользу порядка, смысла, жизни и против хаоса и смерти («утверждение жизни» по Х. Коксу). Праздник связан с идеей существования некоего совершенного бытия, принципиально отличающегося от приземлённых будней, зачастую имеющего черты утопии («временный выход в утопический мир» по Бахтину). Праздничная культура потому зачастую включает временный отказ от принятых в обществе норм поведения, временное стирание или переворачивание социальной иерархии.
Праздники являются важнейшим элементом традиции и в этом качестве играют роль стабилизатора общества, сохраняя и передавая социально значимую информацию от поколения к поколению. Участие в праздниках приобщает людей к принятым нормам и ценностям общества. Поскольку праздник является механизмом социальной интеграции, он неизбежно оказывается втянутым в механизм власти: по замечанию А. И. Мазаева, правительство «оказывается размещенным примерно в тех же местах, что и праздник, — на сакральном участке». Мазаев указывает здесь на антиномию: мир идеальной утопии в празднике сочетается со стабилизирующим механизмом существующего общественного порядка.

## Смех и социализация
Я. Г. Шемякин классифицирует праздники, отмечая наличие в них двух компонент: ритуально-партисипативную (социальную) и ритуально-смеховую (игровую). Преобладание одной или другой компоненты определяет «лицо» праздника.
Например, религиозные праздники (праздник Нового года в Вавилоне , Рождество) являются по преимуществу партисипативными; их отличает «прочувствованная серьёзность», чувство приобщения к высшим ценностям и циклам Вселенной. Партисипативные праздники зачастую институционализированы.
В смеховых праздниках (римские сатурналии, бразильский карнавал) доминирует развлекательная компонента, хотя в этом смехе по-прежнему проявляется, по Бахтину, «ритуальное осмеяние божества древнейших смеховых обрядов». При этом часто происходит «переворачивание» существующего порядка, временное освобождение от господствующих ценностей.
Смеховой компонент праздника и функция социальной интеграции тесно связаны, так как смех оказывается одним из решающих факторов преодоления дистанций между чуждыми традициями, объединяет противоречащее и несовместимое.

## Общество и личность
В празднике социальный аспект преобладает над личностным. Исследователи практически единогласны в том, что праздновать в одиночестве невозможно. По словам К. Жигульского, «праздник и празднования… всегда требуют присутствия, участия других людей, являются совместным действием, общим переживанием».
Праздник также способствует социализации через синхронизацию свободного времени отдельных индивидов.

## История праздника
Возникновение праздника связано с появлением у человечества понятия о времени и календаря. Согласно Жигульскому, «счёт времени, одно из величайших достижений человеческой культуры, — календарь — везде в своих истоках выступает как форма упорядочения, закрепления, заблаговременного исчисления праздничных дней и периодов». Изобретение календаря пришло с осознанием того, что на шкале времени существуют особые точки, соответствующие смене циклов природы или стадий развития общества. Бахтин отмечает: «…празднества на всех этапах своего исторического развития были связаны с крупными, переломными моментами в жизни природы, общества и человека».
На окончание XIX столетия, у различных европейских народов было следующее число праздников, у:
- мадьяр — 53 праздника в году на 312 рабочих дней;
- голландцев — 57 праздников в году	на 308 рабочих дней;
- пруссаков — 60 праздников в году	на 305 рабочих дней;
- датчан и швейцарцев — 62 праздника в году на 303 рабочих дней;
- французов — 63 праздника в году на 302 рабочих дней;
- бельгийцев — 65 праздников в году на 300 рабочих дней;
- итальянцев — 67 праздников в году на 298 рабочих дней;
- испанцев — 75 праздников в году на 290 рабочих дней;
- англичан — 87 праздников в году на 278 рабочих дней;
- русских — 98 праздников в году на 267 рабочих дней.

## Виды праздников
Некоторые исследователи выделяют три типа праздников:
- политические;
- религиозные;
- гражданские.

Возможны и другие принципы систематизации, например:
- экономисты, изучающие эффекты эпидемии на экономику, группируют праздники по их воздействию на экономическую активность, выделяя «обычные» праздники и несколько типов дней, расположенных между выходными днями и другими праздниками[11];
- при предсказании потребления электричества выделяются праздники с фиксированной датой — например, Новый Год и с «плавающей» датой, но фиксированным днём недели — например, Пасха (некоторые праздники не укладываются в эту схему, например японский День весеннего равноденствия[англ.] или китайский Цинмин), а также подгруппы праздников, приходящихся на понедельники, летних и зимних[12].

## Праздники в России
В Российской Федерации — России в соответствии с Трудовым кодексом нерабочими праздничными днями являются:
- 1, 2, 3, 4, 5, 6 и 8 января — Новогодние каникулы;
- 7 января — Рождество Христово;
- 23 февраля — День защитника Отечества;
- 8 марта — Международный женский день;
- 1 мая — Праздник Весны и Труда;
- 9 мая — День Победы;
- 12 июня — День России;
- 4 ноября — День народного единства[13].